# Zurab Sturua
Zurab Sturua, in georgiano ზურაბ სთურუა? (Tbilisi, 8 giugno 1959), è uno scacchista georgiano (sovietico fino al 1990).
Ha ottenuto il titolo di Maestro Internazionale nel 1982 e di Grande Maestro nel 1991.

## Principali risultati
Cinque volte vincitore del campionato georgiano (1975, 1977, 1981, 1984 e 1985).
Con la nazionale della Georgia ha partecipato a 6 edizioni delle olimpiadi degli scacchi dal 1992 al 2002, ottenendo complessivamente il 61,2% dei punti. Alle olimpiadi di Elista 1998 vinse una medaglia d'argento in 3ª scacchiera.
Tra i successi di torneo (da solo o ex æquo): 1° a Trnava nel 1980; vincitore del torneo internazionale di Biel (sezione Open) nel 1991 e 1996; 1°-5° con Jaan Ehlvest, Christopher Lutz, Gyula Sax e Aleksander Delchev a Pola nel 1997; nel 2005 ha vinto (dopo spareggio con Mikheil Kekelidze) lo Zayed Open di Dubai.
Nel 2014 ha vinto a Katerini in Grecia il campionato del mondo seniores (over 50), per spareggio tecnico su Keith Arkell. Ha vinto il campionato europeo seniores nella stessa categoria d'età nel 2015, 2016 e 2019.
Nel 2022 ha vinto ad Assisi il campionato del mondo seniores nella categoria 50+.
Ha ottenuto il suo massimo rating FIDE in gennaio 1999, con 2605 punti Elo.